# Рог-Рівер (Орегон)
Рог-Рівер (англ. Rogue River) — місто (англ. city) в США, в окрузі Джексон штату Орегон. Населення — 2407 осіб (2020).

## Географія
Рог-Рівер розташований за координатами 42°26′8″ пн. ш. 123°10′6″ зх. д. / 42.43556° пн. ш. 123.16833° зх. д. (42.435534, -123.168226).  За даними Бюро перепису населення США в 2010 році місто мало площу 2,50 км², з яких 2,50 км² — суходіл та 0,00 км² — водойми.

## Демографія
Згідно з переписом 2010 року, у місті мешкала 2131 особа в 1054 домогосподарствах у складі 539 родин. Густота населення становила 852 особи/км².  Було 1160 помешкань (464/км²).
Расовий склад населення:
| - 93,3 % — білих - 1,2 % — корінних американців - 0,8 % — чорних або афроамериканців - 0,4 % — азіатів - 2,1 % — осіб інших рас |

До двох чи більше рас належало 2,2 %. Частка іспаномовних становила 5,3 % від усіх жителів.
За віковим діапазоном населення розподілялося таким чином: 19,4 % — особи молодші 18 років, 51,0 % — особи у віці 18—64 років, 29,6 % — особи у віці 65 років та старші. Медіана віку мешканця становила 49,3 року. На 100 осіб жіночої статі у місті припадало 86,3 чоловіків;  на 100 жінок у віці від 18 років та старших — 78,0 чоловіків також старших 18 років.
Середній дохід на одне домашнє господарство  становив 40 081 долар США (медіана — 26 753), а середній дохід на одну сім'ю — 48 629 доларів (медіана — 42 321). Медіана доходів становила 40 625 доларів для чоловіків та 25 813 долари для жінок. За межею бідності перебувало 25,2 % осіб, у тому числі 37,6 % дітей у віці до 18 років та 15,1 % осіб у віці 65 років та старших.
Цивільне працевлаштоване населення становило 765 осіб. Основні галузі зайнятості: освіта, охорона здоров'я та соціальна допомога — 22,9 %, роздрібна торгівля — 19,7 %, виробництво — 12,8 %, мистецтво, розваги та відпочинок — 8,8 %.